# Marta Alejandre
Marta Alejandre (Zaragoza, 1980) es una alpinista española. Fue la primera aragonesa en alcanzar la cima de uno de los catorce ochomiles del planeta al coronar la cima nepalí del Dhaulagiri (8167 metros de altitud) y al año siguiente ascendió al Gasherbrum I (8068 metros) en Pakistán.

## Trayectoria
Alejandre es licenciada en Ciencias Geológicas y técnico deportivo de media montaña, barrancos y esquí alpino. Asimismo, es miembro de la Asociación Española de Guías de Montaña (AEGM), y de la plataforma internacional Union of International Mountain Leader Associations (UIMLA), la Asociación Internacional de Guías Acompañantes. Desarrolla la mayor parte de su actividad profesional en el Pirineo aragonés como guía de montaña.
Ha sido aficionada a la montaña desde muy pequeña: ella señala que sus primeros recuerdos en la montaña son del Valle de Pineta, donde veraneaba todos los años con sus padres en el campamento de la Asociación de Vecinos del Picarral. Ya dormía en una tienda de campaña antes de cumplir un año. En su juventud formó parte del equipo de jóvenes alpinistas de la Federación Aragonesa de Montañismo y aunque deportivamente practicaba alpinismo ya a un nivel alto, el inicio de su dedicación a la montaña de forma profesional surgió mientras cursaba 5.º de Geológicas. En ese momento se creó la primera promoción de Técnicos deportivos, que supuso para ella la revelación de un futuro laboral que le apasionaba.
Como alpinista destaca por su resistencia y una mentalidad de acero. Alejandre ha logrado vivir de la montaña trabajando como guía de montaña en verano y en invierno en la estación de Astún (Pirineo aragonés) perteneciendo al equipo de socorro de pistas. Trabaja como profesora de esquí en la estación de Formigal (Pirineo aragonés) y durante el verano colabora como freelance con diferentes empresas de aventura entre las que destaca Aragón Aventura , y lleva varios años sin pisar el Himalaya.
 

Alejandre se identifica con la frase de Georges Sonnier que para ella resume su esencia de la montaña: 
“Mucho más que una disciplina para el cuerpo, el alpinismo es un lujo para el espíritu y un recurso para el alma”.

## Expediciones
- Entre las ascensiones que ha realizado se encuentran montañas tales como el Aconcagua (6.962 m.) y el Island Peak (6.189 m.) en 2006 o el Tilicho Peak (7.135 m.) en 2008.[6][7]
- En 2007, estuvo cerca de hacer cima en el Broad Peak (8.047 m.).[1][6][7]
- En 2008, se convirtió en la primera aragonesa en alcanzar una cumbre de 8.000 metros, con su ascensión al Dhaulagiri (8.167 m.) y, en 2009, conquistó su segundo ochomil, el G-I (8.068 m.).[6]
- En 2010, Alejandre culminó todos los tresmiles del Pirineo en 52 días.[6][8]

## Premios y reconocimientos
En 2009, Alejandre y el piloto Víctor Rivera fueron reconocidos como Deportistas Aragoneses del Año. Además, ha sido la cuarta mujer distinguida con el premio de la Rosa de Plata que otorga el Partido Socialista (PSOE) de Jaca con motivo de la celebración del Día Internacional de la Mujer en 2019.